# Andis Juška
Andis Juška (Jūrmala, 22 mei 1985) is een Lets tennisspeler. Hij stond in oktober 2013 bij enkelspel op positie 464 en bij dubbelspel op positie 462. Zijn hoogste positie was 226 bij het enkelspel en 136 bij het dubbelspel. Hij speelde zijn eerste professionele wedstrijd in 2000.